# La Guadalupe, Chiapas
La Guadalupe är en ort i Mexiko.   Den ligger i kommunen Palenque och delstaten Chiapas, i den sydöstra delen av landet, 800 km öster om huvudstaden Mexico City. La Guadalupe ligger 349 meter över havet och antalet invånare är 156.
Terrängen runt La Guadalupe är kuperad åt nordväst, men åt sydost är den platt. Runt La Guadalupe är det glesbefolkat, med 16 invånare per kvadratkilometer. Närmaste större samhälle är La Arena, 1,7 km sydväst om La Guadalupe. I omgivningarna runt La Guadalupe växer i huvudsak städsegrön lövskog.